# Ferenc Nyers
Ferenc Nyers, né le 3 mars 1927 à Merlebach, est un footballeur franco-hongrois. Il évoluait au poste d'attaquant. Il est le frère d'István Nyers, footballeur ayant notamment joué à l'Inter de Milan.

## Carrière
Avec l'AS Saint-Étienne, il dispute 61 matchs en Division 1, quatre matchs en Coupe de France et six en Coupe Charles Drago. 

## Palmarès
- Vainqueur de la Coupe Charles Drago en 1958 avec l'AS Saint-Étienne